# ルーズヴェルト・ゲーム
『ルーズヴェルト・ゲーム』は、池井戸潤の小説。2009年4月から2010年2月にかけて、学芸通信社の配信により『熊本日日新聞』を皮切りに全国の地方紙に連載され、2012年2月21日に講談社から単行本が刊行された。2014年3月14日には講談社文庫版が発刊された。
2014年、Yahoo!検索大賞2014 小説部門を受賞した。
2014年4月27日から6月22日までTBS系で唐沢寿明の主演でテレビドラマ化された。

## 概要
タイトルは「点を取られたら取り返し、8対7で決着する試合」を意味し、野球を愛した第32代アメリカ合衆国大統領のフランクリン・ルーズヴェルトが1937年1月に、ニューヨーク・タイムズの記者に宛てた野球記者協会から招待されたディナーを欠席することを詫びた手紙の末尾に記された「一番おもしろいゲームスコアは、8対7だ」という言葉に由来する。
2008年9月に起こったリーマン・ショックの前後、不景気で世の中が暗かった時期に読んで元気になってもらう小説を書こうと考えて執筆が開始された作品。映画『メジャーリーグ』を意識しながら、衰退気味の企業スポーツでなく企業間競争の代理競争である社会人野球にスポットを当てることに決めた。特定の主人公はおらず、野球部のマネージャー、ピッチャー、製造ラインの責任者など、複数の視点から問題が描かれる構成になっている。作中では野球のシーンはあまり書かないよう心がけたという。この作品の直前に連載された『下町ロケット』にも登場する「ナカシマ工業」という名前の企業が登場する。

## あらすじ
中堅電子部品メーカー青島製作所は、世界的不況とライバル・ミツワ電器の攻勢で経営難に陥っていた。その象徴が、かつて強豪だった野球部だ。栄光は過去のものとなり、ミツワ電器野球部の後塵を拝し、対外試合も勝てないほどに落ちぶれていた。さらに、監督の村野三郎が主力選手を引き抜きミツワ電器へ寝返る事件まで発生。役員会では野球部廃止の声が上がる始末だった。
野球部部長の三上文夫総務部長は、存続のため奔走する一方、知人の日本野球連盟理事に後任監督の推薦を依頼。推薦されたのは、かつて新設高校で監督を務めていた大道雅臣だった。監督就任後、大道は大胆な選手の入れ替えやポジション変更を断行。ベテラン選手は不満を漏らすも、大道は膨大なデータで反論し、選手たちを納得させる。
だが、大道の再建は早くも暗礁に乗り上げる。投手の萬田智彦が肘を故障し退部、青島製作所も退職してしまう。後任投手を探す大道の目に留まったのは、製造部の契約社員・沖原和也だった。製造部とのエキシビションゲームで、沖原は見事な豪速球を披露したのだ。しかし沖原には、高校時代に将来を嘱望されながらも、先輩にいびられ母親まで侮辱されたことに激昂し暴行事件を起こし、責任を一身に負い野球部を追われたという暗い過去があった。
一方、青島製作所の細川充社長は、大口取引先ジャパニクス社から大幅な生産調整と単価切り下げを通告され窮地に立たされる。その苦境を見透かすように、ジャパニクス社社長の諸田清文はミツワ電器社長・坂東昌彦とともに、青島製作所とミツワ電器の合併を勧めてくる。ミツワ電器との合併は当座の苦境を凌げるものの、合併後のリストラは避けられない。苦悩の末、細川が下す決断とは。そして、青島製作所野球部は再建されるのだろうか。

## 登場人物

### 青島製作所役員
細川 充（ほそかわ みつる）
社長。アメリカで経営学を修めた後、外資系のコンサルタント会社で経営戦略コンサルタントをつとめていたが、青島からヘッドハンティングされ、青島製作所の営業部長に就任。イメージセンサーを会社の主力商品に据えることで大幅な増益を実現し、その功績で青島から後継社長に推される。自身も青島製作所の保守的な体質を改革したいという思いがあり、社長就任を受諾する。社長就任直後は順調に営業成績を伸ばしていたが、世界的な金融不況に巻き込まれて、売上は低迷するようになる。当初はミツワ電器の攻勢に苦しめられていたが、ミツワ電器から合併話をもちかけられたことで、ミツワ電器の弱点と自社の優位性に気が付く。その後、新型イメージセンサーの開発で会社再建に成功。
合理主義者であり、人間的な感情を軽視する傾向にあったが、青島や社員たちとの触れあいの中で次第に人間の結びつきの重要性に気付き、広い視野を持つようになっていく。
青島 毅（あおしま たけし）
会長。青島製作所の創設者で、会社を現在の規模まで拡大させたカリスマ経営者。無類の野球好きで若い頃は自ら野球部部長もつとめていた。青島製作所以外の世界を知っており、他社と客観的に比較できるという理由で細川を後継社長に抜擢した。社長を退いた後も隠然とした発言力を社内で有しており、細川の相談にものっている。
笹井 小太郎（ささい こたろう）
専務。青島製作所の番頭格で、古参社員からの信頼も厚い。もともとは自動車のセールスマンだったが、病気のために辞職を余儀なくされ、独学で簿記を学んでいた時に青島に経理係として拾われ、それ以来、青島に忠誠を尽くす。野球部の存在を無駄と考え、役員会ではたびたび野球部廃止を主張した。坂東から青島製作所とミツワ電器が合併したあかつきには、新会社の社長にすると言われたが、「自分は青島製作所の社風が気に入っているし、私は青島製作所のことしかわからないから」という理由で合併に反対した。
三上 文夫（みかみ ふみお）
総務部長兼野球部部長。野球に詳しくないが、青島から野球部部長に任命されてからは野球部存続のために奔走し、野球部員の世話を親身になっておこなった。誠実な人柄だがそれゆえにリストラの責任者として社員のくびを切らなければならないことに苦悩する。そして社員一人ひとりの人生がかかっているという理由で製造部から送られてきたリストラ候補者名簿を精査し、中間管理職の個人的な感情だけではない、客観的な理由に基づくリストラを実行しようとする。
朝比奈 誠（あさひな まこと）
製造部長。細川より笹井を評価している。野球部のことを快く思っておらず、野球部員に対してつらくあたる。リストラ候補者の名簿作成を副部長に丸投げし、下からの報告を鵜呑みにするなど社員の実態把握への関心が薄い。
豊岡 太一（とよおか たいち）
営業部長。役員会では、宣伝効果を理由に野球部存続を主張。取引先から無理難題をふっかけられ、常に苦悩している。後にミツワ電器の隠された弱点を発見し、青島製作所再建に一役買う。
神山 謙一（かみやま けんいち）
技術開発部長。かつてリコール騒ぎを起こしたことがトラウマとなっており、以来、開発スケジュールを頑なに遵守するようになる。そのため、東洋カメラの新型商品発売の前倒しに間に合わないと細川などから不満を言われたが意に介さなかった。しかし、実際には不眠不休で開発を続けており、新型イメージセンサーの開発を東洋カメラの新型商品発売に間に合わせた。

### 青島製作所野球部
大道 雅臣（だいどう まさおみ）
監督。若い頃は野球選手を志していたが自分にその才能がないことに気が付き、大学ではスポーツ科学を専攻。その後、大学講師となり、独自の野球理論を編み出す。自分の理論を実践するため、新設高校の野球部監督に就任し、数年で甲子園出場を実現した。しかし、彼の理論を理解しない保護者と保護者に屈した学校によって学校を追われ、青島製作所野球部監督に転ずる。全試合のデータをもとに各選手の特性やチームの特徴をとらえ、選手やチームの資質にあった戦法で勝利を得ようとする。青島製作所野球部を都市対抗野球大会東京地区予選で優勝させた後、青島製作所野球部解散に伴い、他の選手と共にキド・エステート野球部に移籍し、監督に就任。
古賀 哲（こが てつ）
マネージャー。かつては野球部の選手だったが試合中の大怪我で選手生命を絶たれ、たまたま空席となっていたマネージャーとして野球部に残る。マスコミに顔が広く、沖原を中傷する記事がゴシップ紙に掲載されたときは、沖原の悪評が広まらないようマスコミに根回しした。情に厚い男であり、萬田の不幸に心から同情し、沖原の理不尽な過去を知ったときは怒りを露わにした。
井坂 耕作（いさか こうさく）
キャプテン兼捕手。古賀の良き相談相手であり、古賀とともに野球部を支える。捕手として打者の読みを外す配球は完璧だが、野球以外のことには頭が働かず、古賀に解説してもらうことが多い。
猿田 洋之助（さるた ようのすけ）
投手。他の選手が一目置くベテラン選手。大幅な選手入れ替えをおこなった大道に真っ先に食ってかかるが、大道の理路整然とした反論を聞いて以来、大道を監督として認める。リーダーシップを発揮することはないが、マスコミに沖原の悪評をばらまいたり、沖原に面と向かって嫌味を言って沖原を苦しめる村野と如月の汚いやり方には激怒し、率先して沖原を励まそうとした。
萬田 智彦（まんだ ともひこ）
投手。プロ野球選手を目指して青島製作所野球部に入部し、大道監督の下でレギュラーメンバーとなったが、肘を故障する。大道からは野球部に残ってリハビリに専念するよう言われたが、恋人と相談した結果、野球部からの退部と青島製作所からの退職を申し出る。退任挨拶で従業員に野球部への支持を訴え、多くの人々の心を動かした。
沖原 和也（おきはら かずや）
投手。高校時代は将来を嘱望された選手だったが、その才能に嫉妬した如月や先輩部員から執拗にいじめられ、さらに母親を侮辱されたことで怒りを爆発させ、如月を殴る。その後、如月の親と懇意であった野球部監督によっていじめの事実をもみ消され、責任を一身に背負わされて野球部から放逐された。高校卒業後、青島製作所の契約社員となり、母親に仕送りをしながら地道に生活していたが、製造部と野球部のエキシビションゲームで製造部チームの代理投手として登板し、豪速球を披露する。大道や古賀など野球部員の説得で野球部に入部し、再び野球の道を志す。
北大路 犬彦（きたおおじ いぬひこ）
一番打者。補欠時代に代打として試合に出場した時に如月に罵倒される。大道監督の下で「出塁率が高い」という理由で一番打者に抜擢される。都市対抗野球大会東京地区予選決勝戦で如月にリベンジを果たす。

### ミツワ電器
坂東 昌彦（ばんどう まさひこ）
社長。売れ筋の他社の商品を真似て、さらに安いコストで生産するという方法で事業を拡大する。自社の商品開発能力の不足を痛感し、さらに東洋カメラに納入するイメージセンサーの開発で青島製作所と競合することを恐れ、青島製作所との合併で、競合相手を取り除き、商品開発能力も手に入れようと画策する。諸田と組み、青島製作所に圧力をかけ続けていたが、青島製作所が合併を拒否し、さらに青島製作所が予想より早く新型イメージセンサーを開発したことでイメージセンサー部門への新規参入に失敗。諸田からも切り捨てられた。
村野 三郎（むらの さぶろう）
野球部監督。常に勢いのある方につく日和見主義者。青島製作所野球部の監督だったが、自分を推薦してくれた日本野球連盟の理事に何のあいさつもないまま、主力二選手を引き抜いてミツワ電器に寝返り、野球部監督に就任する。青島製作所野球部の実力を侮り、油断したため、都市対抗野球大会東京地区予選決勝で青島製作所に敗退。さらにミツワ電器の業績悪化に伴い、野球部も廃止されて、失職。キド・エステート野球部新設の噂を聞き、城戸に自分を売り込みに行くも、一蹴された。
如月 一磨（きさらぎ かずま）
野球部投手。高校時代は沖原の一年先輩で、沖原を執拗にいじめぬき、沖原に殴られる。自分の親が野球部監督と親しかったため、沖原に全責任を負わせて、沖原を野球部から放逐し、自らはミツワ電器野球部のエース投手におさまっていた。陰険かつ卑劣な性格で、沖原が再び野球の世界に戻ってきたことを知ると、村野と共にマスコミに沖原の悪評をばらまいた。プライドが高く、得意の投球を打たれると途端に動揺する。ミツワ電器野球部廃部後はドラフト下位でプロ野球球団の二軍にかろうじて潜り込む。

### その他
諸田 清文（もろた きよふみ）
ジャパニクス社社長。経団連副会長。坂東と組み、青島製作所とミツワ電器の合併を側面から支援するが、必ずしも坂東の味方というわけではなく、坂東に対して傍観者的な態度をとることもある。青島製作所が新型イメージセンサーの開発に成功し、さらにスマートフォン対応の小型イメージセンサーを完成させてジャパニクス社に売り込むと、坂東を切り捨てた。
長門 一行（ながと かずゆき）
青島製作所梱包課課長。野球部が強豪だった頃は応援指導部のリーダーをつとめた。野球部が勝てなくなった後も度々試合の観戦に訪れ、野次をとばしている。萬田が退職のあいさつで野球部への支援を訴えると心を動かされ、応援団を創設して、自ら団長となる。
竹原 研吾（たけはら けんご）
青島製作所の大株主の一人。株の信用取引に失敗し、多額の現金を必要としている。坂東から「青島製作所がミツワ電器と経営統合すれば、青島製作所を株式上場させるので、株主には巨額のキャピタルゲインが手にはいる」と甘言を弄されて、欲に目が眩み、他の大株主に呼びかけて株主総会の開催を要求し、ミツワ電器との経営統合を主張する。しかし、竹原の提案は大株主の城戸の支持を得られず否決された。株主総会後、竹原の苦境を察した青島から株式の買い取りを持ちかけられる。
城戸 志眞（きど しま）
キド・エステートの女社長。青島製作所の大株主でもある。亡き夫から不動産業を引き継いだ後、事業を拡大させ、ホテル経営にも進出する。独特の経営観を持って経営に携わっている。青島製作所の株主総会に出席し、ミツワ電器との経営統合案に賛同せず、否決に追い込む。都市対抗野球大会東京地区予選決勝戦を青島に招待されて観戦して以来、野球の魅力に取りつかれ、キド・エステート野球部を創設し、青島製作所野球部の大道監督と選手たちを受け入れる。

## 書籍情報
- 単行本：講談社、2012年2月22日発売[1]、ISBN 978-4-06-217376-6
- 文庫：講談社文庫、2014年3月14日発売[2]、ISBN 978-4-06-277795-7

## テレビドラマ
2014年4月27日から6月22日までTBS系「日曜劇場」枠で放送された。主演は唐沢寿明。ドラマ版では社長の細川充が主人公となっている。
日曜劇場での池井戸原作作品は『半沢直樹』（2013年）に次いで2作目で、共通したスタッフで制作された。唐沢の「日曜劇場」枠での出演及び主演作としては1995年10月期放映の『輝け隣太郎』以来18年半ぶりとなる。野球シーンは豊橋市民球場、豊川市野球場で撮影された。

### キャスト
詳細な人物説明は原作項目を参照。

#### 主要人物
細川 充
演 - 唐沢寿明
主人公。青島製作所社長。途中入社であるにもかかわらず、青島から社長に指名され、生え抜きの社員から反発を受ける。
笹井 小太郎
演 - 江口洋介
青島製作所専務。青島製作所に対する思いが強く、会社を立て直すために自分が社長になると細川に宣言し、坂東に接近する。しかし、自分には細川のような新しい事業を発想する能力がないと実感し、臨時株主総会で経営統合反対を訴える。
仲本 有紗
演 - 檀れい
青島製作所秘書課社長秘書。甘いものと野球に目がなく、細川に珍しいスイーツを提供する。その際、細川らに有益なアドバイスをすることも多い。また、野球観戦のために度々休暇をとっている（読売ジャイアンツ好きで長野久義のファン）。
青島 毅
演 - 山﨑努
青島製作所の創業者で現在は会長。臨時株主総会では「社員は家族、取引先は友人。社員のためならいつでも首を差し出すが、親友が悪い友人にだまされているのは見過ごせない」とイツワ電器との経営統合に反対する。

#### 青島製作所

##### 経営陣・管理職
三上 文夫
演 - 石丸幹二
青島製作所総務部部長兼野球部部長。野球部の存続のために奔走している。
朝比奈 誠
演 - 六角精児
製造部部長。役員会では細川を目の敵にして、笹井を持ち上げる発言が多い。
豊岡 太一
演 - 児嶋一哉
営業部部長。半導体部門の不振によって経営状態が悪化しているとイツワ電器の下請業者から情報を聞き出し、細川に伝える。
神山 謙一
演 - 山本亨
開発部部長。かつてリコール騒ぎを起こして製造部在庫管理室への降格処分を受けたことがあり、その際に細川の働きで現在の地位に引き上げてもらい、復帰することが出来た。しかしその後、商品開発に慎重になる。部下思いで、かつての部下・沢木が会社の技術を持ちだしてイツワ電器に移籍するという事態を起こした時も、彼に再起の機会を与えるよう細川に懇願した。
中川 篤
演 - 小須田康人
経理部部長。朝比奈と同じく、役員会では笹井派。経費節減のために強硬に野球部廃部を要求する。

##### 青島製作所野球部（テレビドラマ）
大道 雅臣
演 - 手塚とおる
監督。全部員の様々な癖や守備率、出塁率、長打率を分析し、セイバーメトリクスを採り入れた采配を振る。ベンチで体育座りをしながら試合を見守る癖がある。
古賀 哲
演 - 高橋和也
マネージャー。
沖原 和也
演 - 工藤阿須加
ピッチャー。製造部梱包配送課派遣社員 → 総務部社員。正規メンバーの急用により、部内対抗野球大会「青島杯」に駆り出される。
北大路 犬彦
演 - 和田正人
ライト。小柄な右投左打で、松本哲也を参考にした天秤打法を用いる。明るい性格でチーム内ではムードメーカー的な役割を担っているが、やや短気なところもあり、他人の挑発に乗りやすい。もうじき産まれてくる子供や野球を辞めないと約束した彼女の励ましもあり、野球を続けるためにイツワ電器に移籍しようとするが、細川の会社や野球部に対する思いに触れ、青島製作所に留まる。
井坂 耕作
演 - 須田邦裕
主将。キャッチャー。打順はDH。九州弁を話す。
猿田 洋之助
演 - 佐藤祐基
ピッチャー。サイドスローの技巧派。沖原がかつて高校野球部時代に不祥事を起こしたことを聞き、彼の入部に反対する。しかし、暴力事件の原因を知ってからは率先して沖原の仕事を手伝うなど、彼に好意的になる。
萬田 智彦
演 - 馬場徹
ピッチャー。左腕投手。肘を故障し、野球部の退部及び青島製作所の退職を申し出る。退職直前、沖原に自分の投球技術であるシュートを教える。
松崎
演 - 大橋一三
コーチ。
鷺宮 徹
演 - 小橋正佳
レフト。スタメン出場経験のない代打要員だったが、長打率の高さを見込まれて大道監督に4番打者に抜擢される。村野からイツワ電器野球部への移籍を打診されたが「イツワ電器が嫌い」という理由で断る。
古城 修一
演 - 片山享
キャッチャー。
荒井 亮太
演 - 岩間天嗣
レフト。チーム一番の俊足
倉橋 一平
演 - 北代高士
ピッチャー。
本編では詳述されていないが、第1話のイツワ電器戦で滅多打ちにあったという設定がある。
円藤 大介
演 - 檜尾健太
一塁手ファースト。第5話の都市対抗野球イツワ電器戦ではファウルフライをベンチに飛び込んでキャッチした。このプレイが細川の心を動かすきっかけになる。
二階堂 祐樹
演 - 高良亘
ショート。
須崎 隆行
演 - 木更津与兵衛
サード。
水木 万作
演 - 久保孝真
キャッチャー。
仁科 京介
演 - 足木俊介
センター。
島野 久義
演 - 大内田悠平
セカンド。

##### その他従業員
山崎 美里
演 - 広瀬アリス
製造部梱包配送課社員。沖原のことが気になっている。
長門 一行
演 - マキタスポーツ
製造部梱包配送課課長。度々野球部の試合を観戦しに行っては、野次を飛ばしている。
橋爪 佐代
演 - 山野海
野球部の食堂で働くおばちゃん。

#### イツワ電器
坂東 昌彦
演 - 立川談春
イツワ電器社長。青島製作所の開発能力を手に入れるために、諸田と組んで青島製作所を追い詰めるが、青島製作所とイツワ電器の合併を目前にして独断専行したため、細川に合併を反故にされる。それによって、諸田に切り捨てられるが、なおも青島製作所を手に入れるために様々な策謀をめぐらす。コストカット至上主義の考えの持ち主で、コストの削減以外の要素は軽視する傾向がある。
花房 志穂
演 - 平井理央
秘書課社長秘書。坂東に心酔しており、坂東のためならば、マスコミ記者・佐々木を買収して沖原を潰そうとしたり、青島製作所の元技術者・沢木にヘッドハンティングをちらつかせ内部情報を聞き出したりといった汚い手段も平気で行う。

##### イツワ電器野球部
村野 三郎
演 - 森脇健児
監督。元青島野球部監督。プロになれる逸材である飯島と新田の才能を潰したくないからと、彼らと共に青島を退職しイツワへ移籍する。
飯島 健太
演 - 林剛史
元青島野球部エースピッチャー。
新田 達彦
演 - 松藤和成
元青島野球部4番打者。レフト。
如月 一磨
演 - 鈴木伸之
エースピッチャー。傲慢な性格で、プロになれる実力があると自負している。セットポジションに入るとき、相手打者を蔑むかのように薄ら笑いを浮かべている。

#### 白水銀行
磯部支店長
演 - 峰竜太
西東京支店支店長。林田の進言で青島製作所への融資を渋っていたが、林田が諸田から賄賂を受け取っていたことを知り、そのことを内密にしてもらう代わりに、青島製作所への融資を継続することを笹井と約束する。

#### その他（テレビドラマ）
諸田 清文
演 - 香川照之
青島製作所の取引先であるジャパニクス社長。坂東と手を組み青島製作所を追い詰めていたが、坂東のコストカット至上主義にかねてから疑問をいだいており、さらに坂東が勝手な動きをみせたことに激怒して、坂東と決別する。
尾藤 辰五郎
演 - 坂東三津五郎
青島製作所の取引先であるTOYOカメラ社長。新たに開発される予定の新型イメージセンサーの独占取引を条件に青島製作所との業務提携を発表する。
演者の坂東三津五郎にとって、本作が存命時最後のテレビドラマ出演となった。

#### ゲスト
複数話・単話登場の場合は演者名の横の括弧（）内に表記。

##### 第1話
林田 喜久雄
演 - 宮川一朗太
白水銀行西東京支店融資課課長。諸田に買収され青島製作所への融資が打ち切られるよう画策するが、帝都銀行のリークで諸田から賄賂を受け取っていたことが発覚し、破滅。諸田によるとその後、マニラに出向させられた様子。
水上
演 - 戸田昌宏
ジャパニクス購買部部長。
田川
演 - 山本圭祐
中西
演 - 青木健（第2話）
上記2名は沖原の先輩社員。
葉山 修平
演 - 八幡朋昭
帝都銀行本店融資本部融資課課長。諸田のやり方に疑問を持ち、林田が諸田に買収されていることを細川にリークする。諸田によるとその後銀行を懲戒解雇され、現在は行方不明になっている。

##### 第2話
西藤 信也
演 - 髙橋洋（第6話）
「月刊野球」編集部記者。大道とは昔からの知り合い。沖原の高校時代の暴力事件の真相や彼に関するゴシップ記事の掲載情報を大道に伝える。
竹本
演 - 有薗芳記
青島製作所製造部梱包配送課現場リーダー。沖原の直属の上司。自分の確認不足によって生じた出荷ミスの責任を沖原に押し付け、さらにデータの改竄をおこなう。
速水 誠
演 - 木本武宏（第3話）
青島製作所の顧問弁護士。特許庁職員から偽の情報をつかまされ、強引な方法で不正に情報を入手した守秘義務違反で弁護士資格を剥奪すると脅され、青島製作所とイツワ電器の実用新案権訴訟から手を引く。

##### 第3話
国鱒 崇史
演 - 螢雪次朗
ジャパニクスの顧問弁護士。青島製作所とイツワ電器の実用新案権訴訟によるイツワ電器側弁護団の主任弁護人。
三雲
演 - 丸一太
青島製作所野球部を担当する医師。萬田を診断し、彼に肘の故障について伝える。
上田 正智
演 - 森本毅郎
日本経済団体連合会副会長。青島とは旧知の仲。実用新案権侵害についてイツワ電器に有効な反論が出来なかった細川に失望する。

##### 第4話
住吉 准一郎
演 - 信太昌之
イツワ電器経理部部長。細川から「青島製作所とイツワ電器が合併した後は、あなたのポストはない」と言われて激昂し、坂東が実施しようとしていた本来の人事案を細川に見せてしまう。

##### 第5話
大槻 真之
演 - 山田純大（第6・7・9話）
TOYOカメラ購買部部長。青島製作所に新型イメージセンサーの開発を3か月前倒しするよう要請する。イツワ電器が提示した「納期を3か月早める上にコストも安く抑える」という条件が自社側のコストパフォーマンスを考えた場合に理にかなっていると、イツワ電器の製品を採用するよう役員会で主張する。

##### 第6話
沢木 英夫
演 - 駿河太郎
青島製作所技術開発部元研究者。神山の右腕と呼ばれるほど優秀な研究者だった。花房の口車に乗せられ、青島製作所が開発した最新のイメージセンサーの技術を漏らしてしまう。しかし、彼がイツワ電器に渡したイメージセンサーのデータには神山が密かに仕込んだバグに関する情報が含まれておらず、イツワ電器はTOYOカメラとの取引を白紙に戻さざるを得なくなる。このことについて神山は「沢木ならばバグを見抜いて解除することはできたが、最後の最後で後悔したのだろう」と沢木の気持ちを推測している。
佐々木
演 - 榊英雄
「週刊エメラルド」記者。花房に買収されて、青島製作所や沖原を誹謗中傷する記事を書き、さらに球場にまで押しかけて沖原に聞くに堪えない野次をとばし、彼を精神的に追い詰める。読売巨人軍2軍との練習試合にも押しかけ野次をとばすが、大道のしごきで精神的に立ち直った沖原に一顧だにされず、さらに他の観客たちから「野次がうるさく野球観戦に集中できない」と抗議され、観客席から追い出された。
矢野 真一
演 - 大西武志（第8話・第9話）
イツワ電器技術開発部部長。細川から「外部から引き抜いた人物が最新のイメージセンサーを開発した今、あなたが切られるのは時間の問題。青島製作所に来れば、相応の地位と研究環境を用意する」と説得される。イツワ電器が開発した最新型のイメージセンサーのデータは渡せないとして代わりにそのイメージセンサーを搭載したカメラが写した写真のサンプルを細川に渡し、青島製作所に移籍。
北浦 俊哉
演 - 德秀樹
ネクストキャリアコンサルティング社員。細川と矢野の会見の場をセッティングする。
鹿取 義隆
演 - 本人（侍ジャパン）
野球日本代表テクニカルディレクター。怪我をした選手の様子を見るために偶然訪れた青島製作所と読売巨人軍2軍の練習試合で沖原の投球を目にし、マスコミに沖原を評価するコメントを発表する。

##### 第7話 - 第8話
竹原 研吾
演 - 北村有起哉
青島製作所の10%の株式を保有する株主。株の信用取引に失敗して2800万円の負債を抱え、金融会社からも支払いを迫られている。坂東からキャピタルゲインの話を聞かされて、青島製作所とイツワ電器の経営統合に乗り気になり、臨時株主総会の開催を要求する。他の株主の説得にも成功しており、自分の株と合わせて青島製作所の株式25%を経営統合支持で固めている。
城戸 志眞
演 - ジュディ・オング（第9話）
キド・エステート社長。青島の遠縁にあたる親族。青島製作所の全株主51%以上の賛成で議題が可決されるなか、竹原が25%の株式を固め、株式30%を保有する城戸の意見が臨時株主総会の行方を決定することになる。

### スタッフ
- 原作 - 池井戸潤[20]『ルーズヴェルト・ゲーム』（講談社刊）
- 脚本 - 八津弘幸、山浦雅大、西井史子
- 音楽 - 服部隆之
- 主題曲 - 服部隆之「ルーズヴェルト・ゲーム 〜奇跡の逆転劇〜 -Main Title-」（Anchor Records）
- 演出 - 福澤克雄、棚澤孝義、田中健太[注 5]
- ナレーション - 山根基世
- 脚本協力 - 山浦雅大、西井史子
- 監督補 - 棚澤孝義、田中健太
- 演出補 - 青山貴洋
- 撮影監督 - 淺野太郎
- 番組宣伝 - 田中瑞穂、川鍋昌彦
- タイトル - 井田久美子
- 選曲 - 御園雅也
- 野球協力 - 小林揚典、井手久純
- 税理士監修 - 坂本剛
- 弁護士監修 - 林友宏、國松崇
- 特別協力 - 侍ジャパン、読売巨人軍（第6話） 愛知県、豊橋市、CBC、愛知県東三河広域観光協議会（第9話）[22][注 6]
- プロデュース - 伊與田英徳、川嶋龍太郎
- プロデューサー補 - 齊藤彩奈、藤井和史
- 製作著作 - TBS

### エピソードリスト
| 話数 | サブタイトル                                 | 放送日  | 脚本              | 演出              | 視聴率 | 備考                       |
| --- | -------------------------------------------- | ------- | ----------------- | ----------------- | ------ | -------------------------- |
| 第1話 | 奇跡の逆転劇！涙の勝負!! 感動物語            | 4月27日 | 八津弘幸          | 福澤克雄          | 14.1%  | 25分拡大 （21:00 - 22:19） |
| 青島製作所は世界的不況とライバル会社イツワ電器の攻勢で経営は青息吐息の状態であった。さらに追い打ちをかけるように、大口取引先であるジャパニクス社から大幅な生産調整と単価切り下げを通告され、青島製作所は絶体絶命の危機に追い込まれていた。一方で、青島製作所の役員会は、野球部の存続をめぐって真っ二つに分かれて対立しており、さらに中途採用でありながら若くして社長に就任した細川充に対する生え抜きの社員たちの反発もあって、役員たちの足並みは揃わなかった。 そのころ、青島製作所野球部では辞任した監督に代わって、大道雅臣という風変わりな男が監督に就任する。大道は選手やポジションの総入れ替えをおこない、ベテラン選手の反発を受けるが、大道は膨大なデータをもとに反論を展開し、選手たちを心服させる。大道の指導の下、野球部はスポニチ杯に臨むが、投手の怪我もあって、第一回戦で敗退してしまう。大道は新たな投手の発掘を模索するが、そんな折、野球部は製造部とエキシビションゲームをおこなうことになる。試合中に製造部の投手は次々と故障で退場し、補欠だった沖原和也が代理で登板する。沖原はいきなり時速153キロメートルの球を投げ、大道らの度肝を抜く。 一方、細川らはメインバンクの白水銀行西東京支店融資課長の林田喜久雄から経営の杜撰さを指摘され、融資打ち切りの可能性を示唆される。細川は林田が、イツワ電器の坂東昌彦社長と組むジャパニクス社社長の諸田清文に買収されている事実を掴み、逆に磯部支店長に融資継続を認めさせるが、細川は諸田と坂東が青島製作所潰しを画策していることを痛感し、愕然とするのだった。そして、これは青島製作所がたどる苦難の道筋のほんの始まりに過ぎなかった。 |                                              |         |                   |                   |        |                            |
| 第2話 | 涙の決意！濡れ衣                             | 5月04日 | 八津弘幸 山浦雅大 | 福澤克雄          | 11.8%  |                            |
| 諸田が林田を買収して青島製作所への融資を打ち切らせようとしたことを知った細川は諸田に直談判するが、諸田はしらを切り続ける。やむなく、細川は諸田が提示した大幅な生産調整と単価切り下げの受け入れを諸田に告げ、ジャパニクス社との取引継続をはかる。細川は生産調整と単価切り下げに伴う減収に対応するため、派遣社員の8割解雇を指示するが、そんな青島製作所をさらに追い詰めるかのように、イツワ電器が「青島製作所がイツワ電器の実用新案権を侵害している」として裁判を起こす。細川は役員を召集して対策を講じるが、開発部長の神山謙一は「イツワ電器の言い分は言いがかりでイツワ電器が裁判に勝つ見込みはない」と述べる。細川はイツワ電器がなぜ勝つ見込みの無い裁判を起こし、その裏でジャパニクス社が見え隠れするのかいぶかしがるが、専務の笹井小太郎はジャパニクス社とイツワ電器が経営統合する話が持ち上がっていることを細川に教える。 そのころ、野球部員たちは沖原に野球部への入部を勧めるが、沖原は頑なに入部を拒む。そんな頑なな沖原の態度に疑問を持った大道は知り合いの雑誌記者に沖原の過去を探らせる。一方、沖原は得意先に出荷する商品を間違えたとして製造部長の朝比奈誠に責められていた。実は出荷ミスの原因は朝比奈が積極的に導入した一括管理システムの不備と沖原の上司の竹本の確認不足にあったのだが、朝比奈は自分の責任が追及されるのを恐れ、沖原に全ての責任を押し付け、沖原の名をリストラ候補者の名簿に搭載する。総務部長の三上文夫は朝比奈に再考を促すが、朝比奈の態度は頑なでやむなく、三上は沖原を呼び出し、解雇を告げようとする。しかし、沖原は自分が竹本に確認をとったことをせつせつと訴え、沖原の言い分に興味を持った三上は出荷ミスの真相の解明に乗り出す。 |                                              |         |                   |                   |        |                            |
| 第3話 | 仲間と涙の大逆転！倒産の危機も大逆転なるか？ | 5月11日 | 八津弘幸 山浦雅大 | 田中健太          | 13.7%  | 10分拡大 （21:00 - 22:04） |
| 沖原の出荷ミスが一括管理システムの不備によるものであることが明らかになってもなお、細川は三上に対し、沖原を解雇するよう通告する。しかし、三上はリストラ推進によって総務部の業務が増加したことで、残業代が嵩んでおり、それを節約するためには人員増が必要という理由で、沖原を総務部の正社員として採用することを役員会で発表する。意外にも細川は、「沖原を正社員にして総務部の業務を行わせ、残業代をなくしたほうがコストカットにつながる」という理由で沖原の採用に賛成する。 一方、野球部では萬田智彦投手の肘の故障が問題になっていた。野球部員たちは萬田がリストラされないよう、萬田の故障を隠蔽しようとするが、リストラされた社員の間では対外試合で勝てない野球部が廃部にならずに、会社の経費を使い続けていることに不満の声が上がっていた。細川は社内の不満をおさめるため、三上に最低一人は野球部員を解雇するよう命じる。そうした雰囲気を読んで、萬田は自ら退職を申し出る。そして、退職の挨拶で、萬田は社員たちに野球部を応援するよう涙ながらに訴える。彼の挨拶は社員たちの心を打ち、都市対抗野球大会東京都予選1回戦には多くの青島製作所の社員たちが野球部の応援に駆けつけた。 そのころ、細川はイツワ電器の訴えの非を世に示そうと、経団連副会長に助力を仰ぎ、諸田の仲裁の下、イツワ電器と和解交渉の場を持つ。しかし、青島製作所に有利な情報をもたらす予定だった顧問弁護士の速水誠が和解交渉中に「イツワ電器から偽の情報をつかまされ、逆に無理に情報を引き出したとして訴えられる可能性がある」として、両社の争いから手を引くと細川に告げる。そのため、交渉の場で細川はイツワ電器の非を何一つ立証できず、和解交渉は青島製作所の完敗に終わった。細川は窮地に陥るが、そんな細川に対して諸田はイツワ電器との経営統合を持ちかける。 |                                              |         |                   |                   |        |                            |
| 第4話 | 大ピンチを救うのは勇気！                     | 5月18日 | 八津弘幸 西井史子 | 棚澤孝義          | 13.8%  |                            |
| 細川は諸田と坂東に青島製作所とイツワ電器の合併が対等合併か否かを尋ね、坂東は対等合併と答える。迷った細川は会長の青島毅に相談するが、青島は「対等合併はあり得ない」と細川に伝える。イツワ電器との合併の話は青島製作所役員の耳にも伝わり、役員たちは動揺するが、細川はしらを切り続ける。 一方、都市対抗野球大会東京都予選1回戦では、登板した沖原が豪速球を見せ、試合は青島製作所の勝利に終わる。イツワ電器野球部メンバーと共に試合の観戦に訪れていた如月一磨はかつて自らの手で野球の世界から追放した沖原が復帰したのを目の当たりにし、沖原への揺さぶりを開始する。 青島製作所とイツワ電器の合併話は順調に進み、両社は合併調印式にこぎつけるが、細川は式中に、イツワ電器が細川や諸田に見せていたのとは別の人事案を用意し、開発部以外の青島製作所の役員や社員を切り捨てる計画をたてていることを示す証拠を入手したことを明らかにし、「イツワ電器を信用出来ない」として合併の反故を宣言する。諸田は好条件を示し、細川を懐柔しようとするが、細川はTOYOカメラとの業務提携が成立し、会社存続のめどがついたことを諸田に告げて、調印式の会場を去る。坂東が諸田に黙って勝手な動きを見せていたことに諸田は激怒し、坂東と決別する。諸田に切り捨てられた坂東は笹井に新会社の社長職を提示し、笹井を取り込んで、あくまでも合併を実現させようとする。 |                                              |         |                   |                   |        |                            |
| 第5話 | 負けたら廃部！宿敵を倒せ                     | 5月25日 | 八津弘幸 山浦雅大 | 田中健太          | 16.0%  |                            |
| TOYOカメラとの業務提携で一息ついた細川の下に営業部長の豊岡太一が「TOYOカメラが新型イメージセンサーの納期を3ヶ月早めるよう要請してきた」という知らせをもたらす。驚いた細川はTOYOカメラの尾藤辰五郎社長に直談判し、「納期を元に戻してくれれば、青島製作所は従来のものよりはるかに優れた性能のイメージセンサーを開発する」という条件で役員を説得するよう要請する。しかし、役員会では購買部長の大槻が「イツワ電器ならばTOYOカメラが要請した納期に商品を納める上に価格もはるかに安いものを納品すると言っている」と主張し、役員会は青島製作所との業務提携を解消し、イツワ電器と業務提携を結ぶことを決定する。決定を知らされた細川は呆然とするが、そんな細川のもとに青島から「都民球場に来い」という連絡が入る。 気乗りしないまま球場に訪れた細川が見たものは、強豪イツワ電器野球部と互角の戦いを繰り広げる青島製作所野球部とそんな野球部を一丸となって応援する社員たちの姿であった。それまで野球を無用の長物としてしか見ていなかった細川の心のなかで熱いものが湧き上がり、いつしか細川は他の社員と共に青島製作所野球部を応援するようになる。 細川が野球観戦によって大事なものを見つけ出そうとしていた頃、坂東はTOYOカメラが青島製作所ではなくイツワ電器と業務提携することとなったことを笹井に告げ、イツワ電器との業務提携を決断するよう笹井に迫っていた。 |                                              |         |                   |                   |        |                            |
| 第6話 | 敗者復活！過去を振り切れ                     | 6月01日 | 八津弘幸 西井史子 | 棚澤孝義          | 14.8%  |                            |
| 青島製作所野球部が都市対抗野球大会東京都予選敗者復活戦での再起に乗り出した矢先、ビジネス誌にかつて沖原が起こした暴力事件に関する記事が掲載される。この記事は青島製作所野球部を裏切ってイツワ電器野球部へと移籍した村野三郎と坂東の秘書の花房志穂が書かせたものだった。さらに花房は敗者復活戦第1回戦に買収した雑誌記者を送り込み、沖原に執拗な嫌がらせを仕掛けさせ、沖原を動揺させる。第1回戦は何とか青島製作所の勝利に終わったものの、沖原の精神力の弱さを心配した大道は沖原に猛特訓を課し、「お前にとって野球はそんなものだったのか。くだらない風潮に負けるのか」と沖原に問いかける。 一方、細川はTOYOカメラにイツワ電器との業務提携を再考するよう訴えるが大槻は「青島製作所とイツワ電器のイメージセンサーは大して性能に差がない」と伝える。短期間で青島製作所のイメージセンサーとほぼ同じ性能のイメージセンサーをイツワ電器が作りあげたことを細川は疑問に思うが、そんな細川に対して、豊岡は神山開発部長の部下だった研究者の沢木英夫が花房と一緒にいるところを見たと伝える。細川はイツワ電器が沢木に青島製作所の技術を盗ませたと考え、イツワ電器の矢野真一技術開発部長を密かに呼び出し、矢野を青島製作所に迎え入れる代わりに「イツワ電器がTOYOカメラに売り込んだイメージセンサーがどのようなものか教えて欲しい」と懇願する。 坂東のもとに乗り込んだ細川は「神山開発部長は自分が開発したイメージセンサーには写真を写した時にAOSHIMAの文字が映るようにバグを仕込んでいるが、イツワ電器がTOYOカメラに売り込んだイメージセンサーを使ったカメラで写真を写してもAOSHIMAの文字が映るのはなぜですか？」と坂東を追い込み、TOYOカメラとイツワ電器の業務提携を白紙に戻すことに成功する。 「やましいことがなければ正々堂々と表に出るべき」という細川の秘書・仲本有紗の言葉に触発された三上は青島製作所野球部と読売巨人軍二軍との練習試合を組み、沖原を登板させる。花房に雇われた雑誌記者は嫌がらせに来るが、落ち着きを取り戻した沖原は記者の嫌がらせに動じることなく豪速球を投げ続けた。沖原の豪速球は侍ジャパンテクニカルディレクターの鹿取義隆の目に止まり、鹿取は沖原を高く評価するコメントをマスコミに発表する。同時に沖原に同情的なジャーナリストも現れ始め、沖原へのバッシングは収束していく。 そのころ、細川の強引な手法に疑問を持った笹井は細川に反旗を翻すことを決意し、青島製作所の株主名簿を坂東の元に送ると、細川に「社長の地位を奪う」と告げた。 |                                              |         |                   |                   |        |                            |
| 第7話 | 最終章！死闘で得た結束!!                     | 6月08日 | 八津弘幸 山浦雅大 | 田中健太          | 14.5%  |                            |
| 笹井から株主名簿を手に入れた坂東は青島製作所の株式の10%を保有する竹原研吾に目をつける。竹原は株の信用取引に失敗し、多額の現金を必要としていた。坂東は竹原を呼び出し、「青島製作所がイツワ電器と経営統合し、株式上場すれば株主にも億単位の金が入るが、細川社長が強硬に反対して経営統合が進められない」と話す。竹原は他の株主にも呼びかけて青島製作所の25%の株を抑え、臨時株主総会の召集を要求する。一方、細川は経営統合を阻止するため、青島製作所の株式の30%を保有する、キド・エステートの城戸志眞社長の説得に向かうが、城戸社長は「株主にとって重要なことはこの株でいくら儲かるかということだ」と述べ、細川の説明に耳を貸そうとしなかった。さらに城戸は「青島製作所の意見は一致しているのか？笹井専務の話を聞きたい」と細川に問いかける。 技術開発部が新型イメージセンサー開発の副産物として作り上げた小型イメージセンサーをスマートフォンに応用出来ないかと神山開発部長に提案したり、TOYOカメラに納めるイメージセンサーの選定を青島製作所とイツワ電器のコンペティションによって決定することを尾藤社長の裁定で決めさせたりと、細川は青島製作所再建のための努力を積み重ねていくが、白水銀行西東京支店の磯部支店長は「融資の条件として約束した野球部廃部が未だ実現していない」と細川らを責めたてる。さらに「野球部の年間維持費を節約できれば50人の社員を解雇せずに済む」という中川篤経理部長の論理に対抗できず、三上はついに野球部の廃部を決め、マネージャーの古賀哲にその旨を伝える。 そのころ、青島製作所野球部の意気は盛り上がっていた。沖原がマスコミに注目されるようになったことで、他の選手達もやる気をみせるようになり、さらにライバルのイツワ電器野球部が本戦で敗れ、敗者復活戦に参加することになったからである。沖原を狙い撃ちする強豪タナフーズ野球部との試合も、他の選手や社員たちの応援で実力以上の能力を発揮した沖原のふんばりと沖原の負担を少しでも減らそうとする他の選手の奮闘で制した青島製作所野球部だったが、勝利の余韻にひたる部員たちに三上は「今月いっぱいで野球部を廃部にする」と伝える。 そのころ、細川は笹井の立ち寄り先に先回りし、城戸社長を説得するように笹井に懇願していたが、そこに坂東が姿を現す。 |                                              |         |                   |                   |        |                            |
| 第8話 | セミファイナル!! 10分拡大SP〜仲間を信じろ    | 6月15日 | 八津弘幸 山浦雅大 | 田中健太 福澤克雄 | 14.1%  | 10分拡大 （21:00 - 22:04） |
| 野球部廃部の決定を受けて、野球部員の一部が練習をさぼり、再就職活動をおこなうようになる。キャプテンの井坂耕作は何とか部員たちを引き留めようとするが、大道は「各自の好きにさせろ」と指示する。そんな青島製作所野球部の部員たちの足元を見るように村野が打者の北大路犬彦と鷺宮徹を引き抜こうとする。鷺宮は村野の誘いを断るが、犬彦は自分の子どもがもうじき生まれることを理由にイツワ電器に移籍しようとする。他の部員たちを振り切り、部室に私物を取りに来た犬彦はそこで細川と遭遇し、細川から「逆転したかった。勝ち続ける限り廃部にしないという約束を守れなくて申し訳なかった」と頭を下げられる。 神山にTOYOカメラに納入するイメージセンサーの決定がイツワ電器とのコンペティションによって決定されることになったと伝える際、細川はその場に居合わせた矢野から「イツワ電器はもともと半導体が主力だったが、坂東が突然、半導体部門の人材を切り捨てて、イメージセンサーになりふり構わず力を入れるようになった」と聞かされる。細川は矢野の言葉からイツワ電器の経営状態が思った以上に悪化しているのではないかと想像し、豊岡に探りをいれさせる。イツワ電器の下請け会社から情報を聞き出した豊岡の報告は細川が予想したとおり、イツワ電器の半導体部門の大幅な生産縮小が発生しているというものだった。 その後、竹原ら株主の要求に応じて、臨時株主総会が開催される。竹原はイツワ電器との経営統合を主張するが、細川は「イツワ電器は半導体部門で大規模な損失を抱えており、その穴を埋めるために青島製作所を乗っ取ってイメージセンサー部門に進出しようとしている。そんなイツワ電器との統合は両社の共倒れを招く」と株主たちを必死で説得する。細川の説明で動揺した株主たちを抑えるため、竹原は「細川と青島は自己保身のために嘘をついている」と強弁するが、青島は「私にとって社員は家族であり、取引先は友人である。家族同然の従業員のためなら自分のクビをいつでも差し出す用意はある。しかし、友人が悪い友人＝イツワ電器にだまされているのを見過ごすことは出来ない」と一喝する。竹原に変わって今度は城戸が発言し、笹井の見解を求める。笹井は「イツワ電器との経営統合に反対である。自分は坂東から見せられた書類から細川の説明が正しいことを知っている。私は自分で会社を立て直そうと坂東に接近したが、自分が社長の器でないことを実感した。青島製作所はイメージセンサーの開発で必ずよみがえる」と涙ながらに訴えた。笹井の訴えは細川ら役員だけでなく株主の心も打ち、城戸だけでなく、それまで竹原に与していた株主の一部も反対にまわり、イツワ電器との経営統合案は否決される。否決の報を聞いた坂東は青島製作所に対する憎しみをますます募らせるのだった。イツワ電器との経営統合の危機を乗り越えた後、笹井は青島の元に赴き、野球部廃部の方針を伝え、青島は了承する。 一方、青島製作所野球部のグラウンドには犬彦が「イツワ電器への移籍を辞退した」と言って姿を現していた。さらにそれまで再就職活動をおこなっていた他の野球部員たちもグラウンドに舞い戻り、大道は改めて野球部員たちと「打倒 イツワ電器野球部」の想いを新たにするのだった。 |                                              |         |                   |                   |        |                            |
| 最終話 | 大逆転なるか!? 涙のわけは？                  | 6月22日 | 八津弘幸          | 福澤克雄          | 17.6%  | 10分拡大 （21:00 - 22:04） |
| 臨時株主総会後、青島製作所の役員たちの気持ちは一つになる。そんな役員たちの姿を見て、磯部支店長は「なぜ、もっと早くそうならなかった」と苦言を呈し、「初めてこの会社が良い会社だと思った。TOYOカメラのコンペティションに絶対勝ってください」と細川らを激励する。そのころ、イツワ電器もTOYOカメラのコンペティションで勝利をおさめるべく、着々と準備を進め、さらに念には念を入れて大槻を買収していた。 都市対抗野球大会東京地区予選敗者復活戦決勝戦で青島製作所野球部とイツワ電器野球部は再び対決する。青島製作所は会社を挙げて野球部の応援にかけつけ、さらに細川は城戸を試合に招待する。しかし、試合は当初、イツワ電器のペースで進み、一方的に青島製作所が押される試合展開に退屈した城戸は「つまらないので帰る」と言い出す。そんな城戸に対して、青島は「この試合で青島製作所が負けたら、自分が持っている会社の株を全てあなたにあげよう」と言い出し、城戸は試合観戦を続けることにする。 試合は沖原の登板によって青島製作所が持ち直し、さらに他の選手達も全力で試合に臨み、ついに9回で青島製作所はイツワ電器と同点となり、試合は延長戦にもつれこむ。傷めつけても傷めつけてもなおも食らいついてくる、沖原ら青島製作所野球部の選手たちの姿を見て、如月もいつもの相手を見下すような薄ら笑いをやめ、真剣に試合に臨むようになる。そして15回表、井坂が1点をもぎとり、15回裏を沖原が無失点でおさえたことにより、青島製作所はついに宿敵・イツワ電器野球部に対して勝利をおさめる。そして、野球部の勝利を喜ぶ細川に新型イメージセンサー完成の連絡が入る。 TOYOカメラのコンペティション。動画の美しさで青島製作所のイメージセンサーを搭載したカメラはイツワ電器のイメージセンサーを搭載したカメラを圧倒し、TOYOカメラは青島製作所のイメージセンサーの採用を決定する。坂東は諸田に泣きつき、ジャパニクス社の新型スマートフォンにイツワ電器製のイメージセンサーを採用してもらうことで急場をしのごうとするが、「ジャパニクス社は青島製作所のイメージセンサーを採用することになった」と諸田は坂東に告げ、さらに「イツワ電器の空いている工場を青島製作所に使わせるように」と命じる。呆然とする坂東に諸田は「あなたは900度見誤ったんだ。喧嘩を売る相手をね」と冷たく言い放った。 誰もいなくなった青島製作所野球部の部室を最後に片付けたマネージャーの古賀は球場へと向かう。そこには新設された、キド・エステート野球部へと移籍した大道監督と選手たちの姿があった。 |                                              |         |                   |                   |        |                            |

- 平均視聴率 14.5%[24]（視聴率はビデオリサーチ調べ、関東地区・世帯）

### コラボCM
スポンサーの東芝と日本生命がルーズヴェルト･ゲームのドラマ内で6月1日からコラボCMをオンエアしている。両者とも、社会人野球の強豪チームを保有しているという共通点があり、それぞれのチームとのコラボレーションとなっている。
- 第1弾は6月1日から東芝野球部（東芝ブレイブ・アレウス）と沖原和也（工藤阿須加）による企業CM[25]。
- 第2弾は6月15日から青島製作所野球部が日本生命硬式野球部のデータ分析を行うという設定の、日本生命の保険商品「みらいのカタチ」のCM[26]。

| TBS系 日曜劇場                             | TBS系 日曜劇場                                     | TBS系 日曜劇場                           |
| 前番組                                     | 番組名                                             | 次番組                                   |
| ------------------------------------------ | -------------------------------------------------- | ---------------------------------------- |
| S -最後の警官- （2014年1月12日 - 3月16日） | ルーズヴェルト・ゲーム （2014年4月27日 - 6月22日） | おやじの背中 （2014年7月13日 - 9月14日） |